# Patrick Jane
 (juillet 2025).
Patrick Jane est un enquêteur fictif, héros de la série télévisée Mentalist et interprété par Simon Baker. Il est consultant indépendant au Bureau d'Investigation de Californie (CBI) et dans le milieu de la saison 6 pour le Bureau Fédéral d'Investigation (FBI). Son désir le plus cher est de se venger de l'homme ayant tué son épouse et sa fille, un tueur en série surnommé John le Rouge. Après la mort de John le Rouge, Jane change de look en abandonnant son costume trois pièces et prend alors des habits plus décontractés. Il possède désormais un camping car.

## Biographie fictive

### Avant d'appartenir au CBI
Dans son enfance, Patrick Jane travaille avec son père dans un numéro d'illusionnisme pour un cirque. Son père lui apprend à observer les gens. Malheureusement, il n'est intéressé que par l'argent, et incite son fils à duper une jeune fille mourante pour une belle somme. Patrick vit très mal cette situation mais l'accepte tout de même.
Plus tard, il se fait passer pour une sorte de médium, doté de prétendus pouvoirs. Pendant une émission consacrée au tueur en série John le Rouge, Jane le définit comme un petit homme nerveux et cupide.
Dans le premier épisode de la série, Pilot, on voit Patrick Jane pousser la porte de sa maison et déboucher dans un hall. Il monte un escalier qui le mène dans un large couloir beige. Il avance et se dirige vers la porte au fond de ce couloir. Sur cette porte est scotché un mot écrit par John le Rouge. Il est dit que Patrick aurait mieux fait de ne rien dire, et que son épouse et sa fille l'ont payé de leur vie. Il pousse cette porte et découvre avec horreur un smiley fait de sang sur le mur de sa chambre. Il y découvre aussi les corps sans vie de son épouse et de sa fille. Il sombre alors dans la folie. À la suite de ces événements, il est pris en charge par une psychiatre : Sophie Miller.
Quelque temps après il s'engage dans la police comme consultant du CBI (California Bureau of Investigation ou « Bureau Californien d'investigations » en français), sous la direction de Teresa Lisbon.

### Le CBI
Dans le premier épisode, Teresa Lisbon fait appel à lui pour une affaire criminelle concernant la mort d'une adolescente. Il fait preuve d'une totale incompétence en provoquant la mort du criminel. En effet il révèle à la mère de la jeune fille assassinée que c'est son mari qui a tué sa fille. La mère sort de la pièce en laissant le beau-père et Patrick Jane seuls dans la cuisine. Elle y revient un instant plus tard avec un pistolet et ouvre le feu sur son mari, qu'elle tue.

### Le FBI
Après avoir tué John Le Rouge, Jane s'exile pendant deux longues années au Mexique et c'est là que l'agent superviseur du FBI, Dennis Abbot, le retrouve et lui propose de travailler pour le FBI contre un casier judiciaire vierge. Jane accepte selon certaines conditions dont l'une d'elles est d'intégrer Teresa Lisbon avec qui il veut travailler.
Abbot refuse catégoriquement et, de retour sur le sol américain, le place en détention en attendant son procès pour le meurtre de John Le Rouge. Jane parvient à détourner les conditions d'Abbot par la ruse.
Quelque temps après, il est engagé comme consultant sous le commandement de l'agent Dennis Abbot et, par la même occasion, fait équipe avec les agents Kim Fisher, Kimball Cho et Teresa Lisbon.

## Comportement
Il est d'un naturel enjoué, provocateur, et a un certain mépris des règlements. Il a pour habitude de n'en faire qu'à sa tête et a tendance à agir sans en informer Lisbon, ce qui agace cette dernière. Il fait aussi fréquemment relâcher des suspects sans consulter Lisbon. Il semble toujours trouver les réponses avant tout le monde, et prend un malin plaisir à doubler les gens tout en répétant que les médiums n'existent pas réellement. De ce fait les gens le croient vantard… Il aime mentir mais sa franchise lui attire souvent les foudres de sa hiérarchie lors des enquêtes impliquant des personnes haut placées.
Il fait parfois preuve d'un certain détachement : il construit un château de sable sur les lieux du crime ou subtilise de la nourriture malgré l'interdiction de l'agent Lisbon durant une cérémonie funèbre…

## Compétences
Patrick Jane possède un don remarquable d'observation et de déduction, d'où le surnom de mentaliste et son aide permet au CBI de démasquer les tueurs. Doté d'une intelligence exceptionnelle, il maîtrise également l'art de l'hypnose, de la suggestion et de manipulation. Il détient aussi une incroyable mémoire quand il s'est souvenu des 2 164 personnes à qui il a serré la main depuis que son épouse et sa fille ont été tuées par John Le Rouge pour ensuite finir sa liste de suspects à 7 pouvant être le meurtrier de son épouse et de sa fille. 

## Relations avec les membres du CBI
Patrick Jane entretient des rapports différents avec chacun de ses collègues du CBI. Lisbon est sensiblement attirée et amusée par Jane, malgré son agacement dû aux frasques multiples de ce dernier et à sa fâcheuse tendance à contourner la procédure lors des enquêtes. Malgré cela, elle l'aide à tendre un piège à John le Rouge lors du dernier épisode de la saison 3, ce qui lui vaut d'ailleurs une suspension.
Cho est très amusé par Jane qu'il considère plus intelligent que lui ; de ce fait il l'aide quelquefois dans le dos de sa hiérarchie à résoudre des affaires sans suivre la procédure.
Wayne Rigsby admire Jane notamment pour ses tours de magie, dont il s'acharne souvent à comprendre l'astuce. Par ailleurs, il lui demande quelquefois des conseils concernant sa relation avec Van Pelt.
Van Pelt, elle, se méfie de Jane qu'elle considère comme un peu trop clairvoyant ; elle a peur qu'il ne découvre son secret (saison 1), qu'elle s'efforce au mieux de cacher.
Tous reconnaissent que sans Jane le CBI résoudrait beaucoup moins d'affaires et le considèrent comme un membre à part entière de l'équipe, malgré son statut de consultant. Dans le dernier épisode de la saison 4, Jane, juste avant de truquer la mort de Lisbon, lui dit « Je vous aime », ce qui sous-entend qu'il a de l'attirance pour elle. De plus, elle lui tient la main à la fin de l'épisode et Lorelei semble tenter d'énerver Lisbon en lui disant qu'elle et Patrick ont eu une relation. Dans l'épisode 20 de la Saison 5, Jane dit à Lisbon qu'il ferait n'importe quoi pour elle, et elle lui sourit largement. Il semble avoir développé des sentiments pour Teresa Lisbon encore plus que les autres saisons.

## Relation avec Teresa Lisbon
Au début de la série, Jane entretient une relation très houleuse avec sa cheffe : il fait des plans sans l'avertir et tous deux ne s'accordent pas. Par la suite leur relation évolue positivement. Ils deviennent de plus en plus proches et semblent se faire mutuellement confiance, même si Lisbon avoue ne pas avoir 100% confiance en lui. Néanmoins, Lisbon semble compter beaucoup pour Jane : il lui offre pour son anniversaire un poney, l'aide lorsqu'elle ne se souvient plus de ce qu'elle a fait, ou encore lui prête main-forte dans l'affaire Tommy Volker. Lisbon fait de même : par exemple, elle met tout en œuvre pour le retrouver lorsqu'il est enlevé par une folle ou quand il est accusé du meurtre de Timothy Carter. Elle lui désobéit même, pour l'aider, lorsqu'il lui dit de ne révéler à personne la liste de suspects sur John Le Rouge.
À la fin de la saison 4, Patrick dit à Teresa juste avant qu'il ne lui tire dessus « Je vous aime ». Au début de la saison 5, Lorelei Martins dit à Jane qu'elle pense qu'il continue de travailler au CBI pour être proche de Lisbon, et qu'il est un peu amoureux d'elle. À la fin de la saison 5, Sean Barlow dit à Teresa : "« Vous étiez dans votre lit, pensant tendrement à Patrick. Vous êtes un peu amoureuse de lui. C'est un homme secret qui veut tout contrôler, ça doit être dur ». Au début de la saison 6, Patrick est très apeuré quand John le Rouge lui téléphone et lui dit qu'elle est sous son emprise. Il est aussi très soulagé quand il la retrouve vivante et s'applique à nettoyer le sang que John le Rouge a posé sur son visage. Il est à son chevet quand elle se réveille le lendemain à l'hôpital. À ce moment, il ne peut pas lui dire qu'il l'aime ou lui montrer des signes d'amour envers elle, car elle est une cible pour John Le Rouge.
Dans l'épisode 6 de la saison 6, au bord de la plage, Jane dit à Lisbon « Je veux vous remercier pour tout ce que vous avez fait. Vous n'avez pas idée de ce que vous représentez pour moi ». Puis ils s'enlacent au coucher du soleil. À la fin de l'épisode 8, après avoir tué John le Rouge, Jane appelle Lisbon pour lui dire qu'elle va lui manquer. Il s'exile ensuite. Pendant les deux ans où Jane est en Amérique du Sud, Jane envoie des lettres à Lisbon. Lorsqu’ils se retrouvent, ils sont très heureux de se revoir et elle le remercie de lui avoir envoyé des lettres. Lorsqu'il est mis en prison par le FBI, Lisbon lui en envoie à son tour. Dans l'épisode 16 de la même saison, Lisbon rencontre Marcus Pike et a une relation avec lui. Pike a décroché un travail à Washington D.C. et demande à Teresa de l'accompagner. Au début, elle hésite. Elle essaye de faire savoir à Jane qu'elle ne veut pas y aller, mais n'ayant aucune réponse de ce dernier, elle finit par accepter. Jane semble jaloux de cette relation et ne veut pas que Teresa parte. Mais Pike la demande ensuite en mariage ce à quoi elle ne répond pas.
Lors du dernier jour de Teresa au FBI, Jane envoie une fausse lettre au FBI qui rouvre une enquête datée de 5 ans pour qu'elle ne s'en aille pas. Il essaye subtilement de la retenir, sans être très clair, jusqu'à ce qu'elle découvre que c'est lui qui a envoyé la lettre. Elle est furieuse et ne veut plus lui parler. Elle décide de partir plus tôt que prévu et en même temps accepte la demande de mariage de Pike. Jane se rend compte qu'il l'aime et se rend à l'aéroport où il se blesse à la cheville en franchissant les barrières de sécurité et arrête l'avion de Lisbon. Il entre et lui avoue enfin qu'il ne peut pas s'imaginer se réveiller en sachant qu'il ne la verra pas, et qu'il l'aime. Lisbon est très émue mais lui dit que c'est trop tard. Jane est arrêté par la police et placé en garde à vue. Le lendemain matin, quelqu'un vient le voir : Teresa. Elle lui demande si ce qu'il a dit était sincère et il répond oui. Elle lui fait savoir qu'elle ressent la même chose. Puis, il se lève et l'embrasse. Dans la saison 7, Jane et Lisbon sont en couple et même échangent les clefs de leurs maisons mais en cachant leur relation aux agents du FBI. 
Dans le final de la série, Jane et Lisbon se marient et Lisbon annonce à son époux qu'elle est enceinte.

## Lettre de John le Rouge à Patrick Jane
Version originale (anglais) :

« Dear Mister Jane,

I don't like to be slandered in the media, especially by a dirty money-grubbing fraud. If you were a real psychic, instead of a dishonest little worm, you wouldn't need to open the door to see what I've done to your lovely wife and child. »

Traduction :

« Cher Monsieur Jane,

Je n'aime pas être calomnié dans les médias, surtout par un charlatan mercantile et profiteur. Si vous étiez un vrai médium, et non une petite larve crapuleuse, vous n'auriez pas besoin d'ouvrir cette porte pour voir ce que j'ai fait à votre jolie épouse et à votre enfant. »